# Balada n.º 3 (Chopin)
La Balada n.º 3 en La♭ mayor, op. 47 es una balada para piano solo de Frédéric Chopin, la cual fue terminada en 1841. Una interpretación típica dura entre siete y ocho minutos.

## Historia
La pieza fue mencionada por primera vez por Chopin en una carta a Julian Fontana el 18 de octubre de 1841. Probablemente fue compuesta en el verano de 1841 en Nohant, Francia, donde también había terminado los Nocturnos Op. 48 y la Fantasía en fa menor. La primera edición alemana, publicada por Breitkopf & Härtel, apareció en enero de 1842.
La balada está dedicada a Pauline de Noailles. Se suele afirmar que la inspiración para la pieza es el poema Undine de Adam Mickiewicz, también conocido como Świtezianka. Tiene similitudes estructurales con el Preludio "Gotas de lluvia", que fue inspirado por el clima en Mallorca durante las desastrosas vacaciones de Chopin con George Sand. Estos incluyen un La♭ repetitivo que se modula en un Sol♯ durante la sección en Do♯ menor.

## Estructura

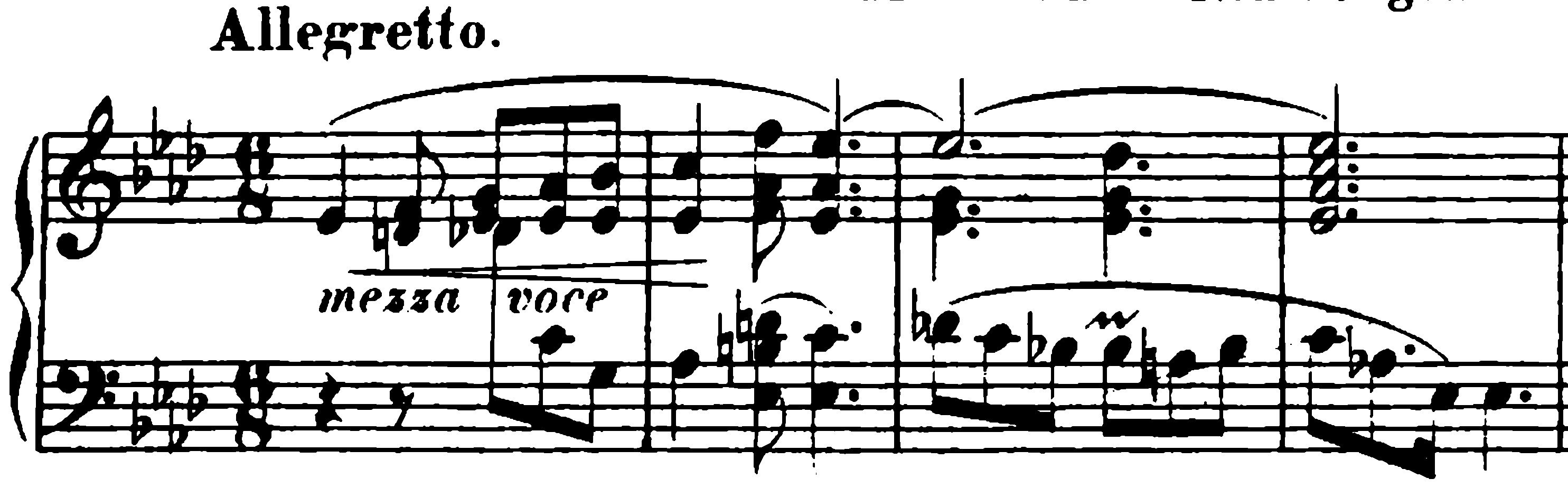
Compases de apertura de la Balada n.° 3

La forma de la balada es un arco: ABCBA coda. El primer tema A consta de dos partes; la primera parte es como una canción y la segunda es como una danza. De las cuatro baladas, esta tiene la estructura más compacta. También utiliza procedimientos de desarrollo que tienen éxito en aumentar la tensión.
La balada se abre con una larga introducción marcada como dolce. La introducción no tiene relación temática con la mayoría de la pieza, pero se repite al final y el clímax de la obra. Después de la introducción, Chopin introduce un nuevo tema en una sección con la dirección de la interpretación mezza voce; este tema consta de Do repetidos en dos octavas rotas en la mano derecha. Este tema se repite tres veces en la balada, dos veces en Do y una vez en La♭.
La sección mezza voce pronto se convierte en una furiosa sección de acordes de Fa menor y una vez más regresa a La♭. Se repite la sección mezza voce, seguida de un nuevo tema que consta de una secuencia en leggiero con semicorcheas en la mano derecha. El siguiente regreso al tema de octavas rotas está transportado de Do a La♭ (las notas Do repetidas ahora son La♭). La armadura de la clave luego cambia a Do♯ menor. A continuación, se desarrolla el tema "B" original, esta vez realizando series rápidas y cromáticas con la mano izquierda debajo de grandes acordes en la derecha. Este tema llega a un clímax a través de la repetición rápida de octavas rotas con Sol♯ (haciendo referencia al tema mezza voce) con fragmentos del tema "C" en la mano izquierda.
Se produce una retransición a medida que la dinámica pasa de piano a forte. La figuración de la mano izquierda es cromática y consta de tramos con frecuencia superiores a una octava. La tonalidad regresa a La♭ mayo. En la sección final del arco, el tema "A" de la introducción se repite nuevamente en octavas. La balada termina con una repetición del leggiero en La♭ y un segundo arpegio con la mano derecha. Cuatro acordes dan cierre a la pieza.